# Isham Jones
Isham Jones (Coalton, Ohio, Estados Unidos, 31 de enero de 1894-Hollywood (Florida), 19 de octubre de 1956) fue un músico estadounidense de jazz, saxofonista tenor, contrabajista, compositor y director de big band.

## Historial
A los dieciocho años, Isham ya dirige orquestas en Míchigan. Se traslada después a Chicago, donde permanece un tiempo tocando el saxo tenor, antes de dirigir la orquesta del Hotel Sherman, entre 1920 y 1924. Isham mantendrá esta orquesta en funcionamiento durante más de doce años, obteniendo un gran éxito. En 1936 disuelve la formación, que se reorganiza inmediatamente alrededor de Woody Herman, convirtiéndose así en la primera big band de éste. A partir de ahí, se dedica a la composición, actuando sólo ocasionalmente al frente de bandas hasta 1940, año en que pone en marcha un negocio comercial en Colorado. Trasladado a Florida en 1955, enfermo de cáncer, fallecerá pocos meses más tarde.

## Estilo
Aunque la big band de Isham Jones era, básicamente, una orquesta de baile, tuvo una decisiva importancia en el desarrollo de un gran número de músicos de jazz, incluidos Herman y Benny Goodman. Fue una orquesta muy popular y alguno de sus discos (Wabash blues) vendió gran cantidad de copias, más de dos millones. También obtuvieron gran popularidad los discos Aunt Hagar's Children Blues (1922) y Memphis Blues (1923). Como compositor, un gran número de sus obras han entrado en el Great American Songbook y han quedado como estándares en el repertorio jazzístico: The One I Love, It had to be you, There's No Greater Love, On the Alamo, etc.